# 住吉寛紀
住吉 寛紀（すみよし ひろき、1985年1月24日 - ）は、日本の政治家。日本維新の会所属の元衆議院議員（1期）、元兵庫県議会議員（1期）。

## 来歴
神戸市東灘区出身。白陵高等学校、名古屋大学工学部、東京大学大学院工学研究科卒。
宇宙飛行士の夢を断念し、三菱UFJモルガン・スタンレー証券勤務を経て、20代後半に神戸でコワーキングスペースを経営。
2015年、兵庫県議会議員選挙に姫路市選挙区から維新の党公認で立候補し、初当選。
2019年、県議選で落選した。
2021年10月の第49回衆議院議員総選挙では兵庫11区から日本維新の会公認で立候補し、小選挙区では自由民主党の松本剛明に敗れるも、重複立候補していた比例近畿ブロックで復活し、初当選。
2024年10月の第50回衆議院議員総選挙では兵庫11区から日本維新の会公認で立候補し、小選挙区で松本剛明に再び敗れ、重複立候補していた比例近畿ブロックでも復活ならず落選した。

## 選挙歴
| 当落 | 選挙                     | 執行日         | 年齢 | 選挙区       | 政党         | 得票数    | 得票率 | 定数 | 得票順位 /候補者数 | 政党内比例順位 /政党当選者数 |
| ---- | ------------------------ | -------------- | ---- | ------------ | ------------ | --------- | ------ | ---- | ------------------ | ---------------------------- |
| 当   | 2015年兵庫県議会議員選挙 | 2015年4月12日  | 30   | 姫路市選挙区 | 維新の党     | 1万4172票 | 9.35%  | 8    | 8/10               | /                            |
| 落   | 2019年兵庫県議会議員選挙 | 2019年4月7日   | 34   | 姫路市選挙区 | 日本維新の会 | 1万2584票 | 7.81%  | 8    | 9/11               | /                            |
| 比当 | 第49回衆議院議員総選挙   | 2021年10月31日 | 36   | 兵庫県第11区 | 日本維新の会 | 7万8082票 | 41.27% | 1    | 2/3                | 3/10                         |
| 落   | 第50回衆議院議員総選挙   | 2024年10月27日 | 39   | 兵庫県第11区 | 日本維新の会 | 5万9738票 | 32.23% | 1    | 2/4                | 9/7                          |